# František Poláček
František Poláček (ur. 20 stycznia 1940, zm. 11 listopada 2017 w Monachium) – czechosłowacki bokser, medalista mistrzostw Europy z 1963.
Występował w wadze półciężkiej (do 81 kg). Zdobył w niej brązowy medal na mistrzostwach Europy w 1963 w Moskwie po wygraniu jednej walki i przegraniu następnej w półfinale ze Zbigniewem Pietrzykowskim. Na igrzyskach olimpijskich w 1964 w Tokio również wygrał jedną walkę, ale w ćwierćfinale pokonał go Aleksiej Kisielow ze Związku Radzieckiego. Przegrał pierwszą walkę ze Stanisławem Draganem na mistrzostwach Europy w 1965 w Berlinie. Na kolejnych mistrzostwach Europy w 1967 w Rzymie Poláček startował w kategorii ciężkiej (ponad 81 kg). W pierwszej walce pokonał go Aleksandr Izosimow z ZSRR.
W 1968 František Poláček wyemigrował do Monachium. Tam zmarł 13 listopada 2017 w domu opieki.